# Krukowo (województwo mazowieckie)

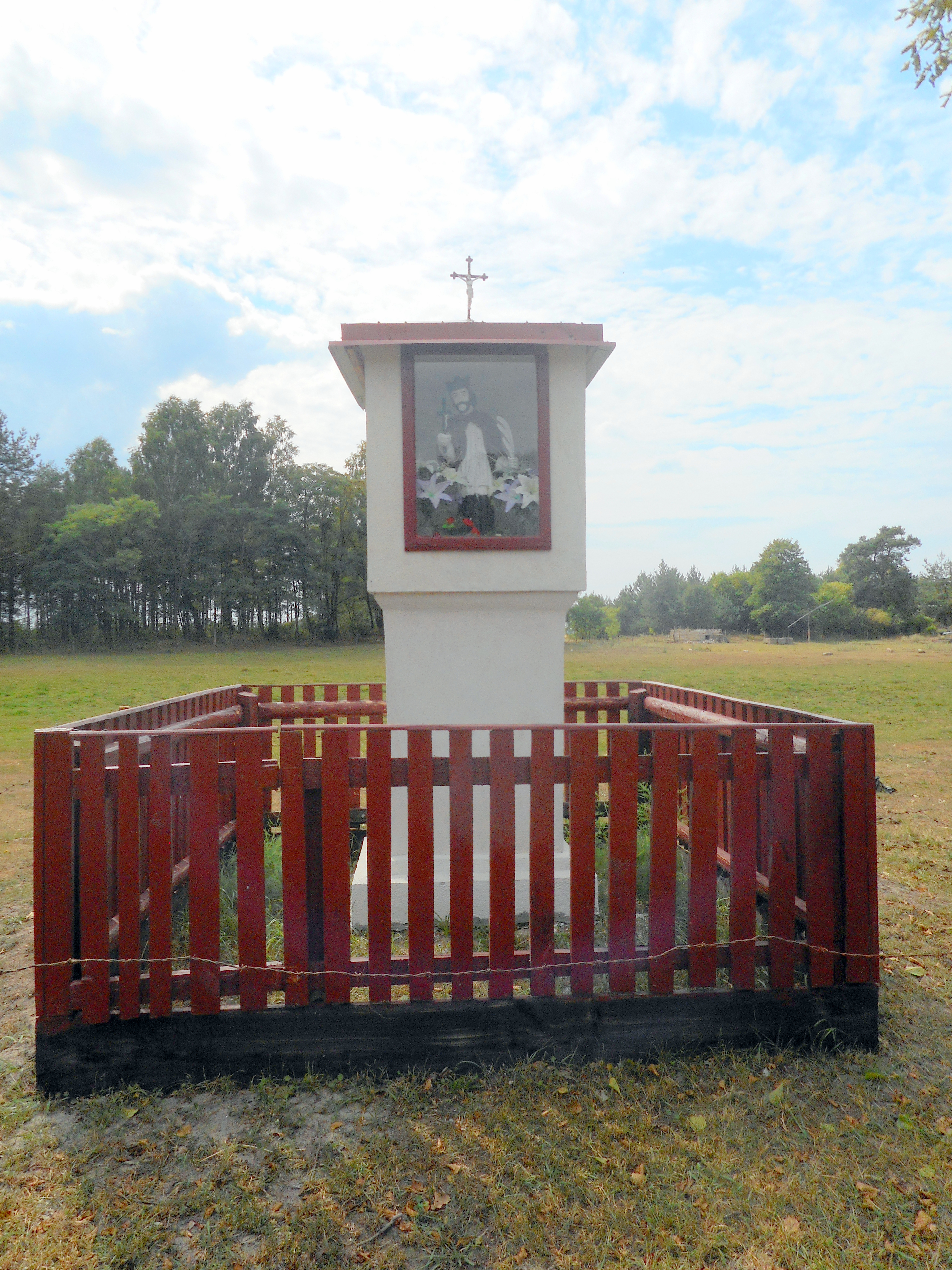
Kapliczka św. Jana Nepomucena

Krukowo – wieś sołecka w Polsce położona w województwie mazowieckim, w powiecie przasnyskim, w gminie Chorzele. Leży nad rzeką Omulew.
W latach 1975–1998 miejscowość administracyjnie należała do województwa ostrołęckiego.
Miejscowość jest siedzibą parafii rzymskokatolickiej Miłosierdzia Bożego, należącej do metropolii białostockiej, diecezji łomżyńskiej, dekanatu Chorzele.